# أني دي فرانكو
أني دي فرانكو (بالإنجليزية: Ani DiFranco)‏ وإسمها الكامل أنجيلا ماريا دي فرانكو (بالإنجليزية: Angela Maria DiFranco)‏ هي مغنية وكاتبة أغاني وشاعرة وموسيقية وسيدة أعمال وناشطة نسوية أمريكية ولدت في يوم 23 سبتمبر 1970 في مدينة بوفالو في نيويورك في الولايات المتحدة، تشتهر بغنائها للروك وقد أنتجت أكثر من 20 ألبوم غنائي وأصبحت واحدة من رموز النسوية في غنائها.

## روابط خارجية
- أني دي فرانكو على موقع IMDb (الإنجليزية)
- أني دي فرانكو على موقع ميوزك برينز (الإنجليزية)
- أني دي فرانكو على موقع رولينغ ستون (الإنجليزية)
- أني دي فرانكو على موقع إن إن دي بي (الإنجليزية)
- أني دي فرانكو على موقع أول ميوزيك (الإنجليزية)
- أني دي فرانكو على موقع ديسكوغز (الإنجليزية)
- أني دي فرانكو على موقع قاعدة بيانات الفيلم (الإنجليزية)